# Abbie Carmichael
Abigail "Abbie" Carmichael je fiktivni lik iz serije Zakon i red, a igrala ga je Angie Harmon. Lik Abbie Carmichael u seriji se pojavljivao od 1998. do 2001.

## UZakonu i redu
Abbie Carmichael je u seriju došla u epizodi "Cherished". U ured Okružnog tužiteljstva Okruga New York došla je iz Odjela za narkotike, a zamijenila je Jamie Ross na mjestu pomoćnice Jacka McCoyja. Tijekom serije otkrilo se da je pravo studirala na sveučilištu Texas.[L&O - S09E17]
Za razliku od njezine prethodnice, Abbie je prikazana kao politički konzevrativna. Zalaže se za bioetiku, protivi se kontroli oružja, favorizira smrtnu kaznu i ima malo ili skoro ništa povjerenja u program rehabilitacije kriminalaca. Ta stajališta često su je dovela u sukob s McCoyjem, Schiffom i Norom Lewin, koji su liberalniji od nje.
U epizodi "Punk", Abbieno suđenje zatvorenici (koja je ubila čuvara za kojeg je rekla da ju je prisilio na seksualni odnos) utječe na njezina politička gledišta. Abbie, koja je već prije sudila toj ženi zbog posjedovanja droge, izgleda uvjerena u njezinu krivnju i želi ju strpati u zatvor doživotno, no tijekom unakrsnog ispitivanja žena otkriva da sebe krivi zbog silovanja. To pogodi Abbie koja uspije sklopiti nagodbu sa ženom. Abbie kasnije otkrije McCoyju kako je silovana na prvoj godini fakulteta od strane trećegodišnjaka s kojim je bila u vezi. Od ove epizode malo je popustila tijekom suđenja.
U epizodi "Refuge", njezin prijatelj i kolega PT, Toni Ricci ubijen je od strane ruskih mafijaša kojima je ona sudila. Ova epizoda je jedina u kojoj se Abbie može vidjeti kako plače.
Njezin zadnji nastup je u epizodi "Deep Vote" u kojoj prihvaća posao u Državnom tužiteljstvu. Zamijenila ju je Serena Southerlyn.

## UOdjelu za žrtve
Abbie Carmichael se nekoliko puta pojavila u seriji Zakon i red: Odjel za žrtve. Ti nastupi su prestali 2000. kada je Alexandra Cabot postala službena tužiteljica Odjela za žrtve.